# 四色牌
四色牌，是流傳於中國南方及東南亞的傳統牌具，印有四種顏色的中國象棋棋子。在台灣還稱為九支仔、十胡、四色番、芹侯、車馬炮；在香港又稱為潮州紙牌、打三行。

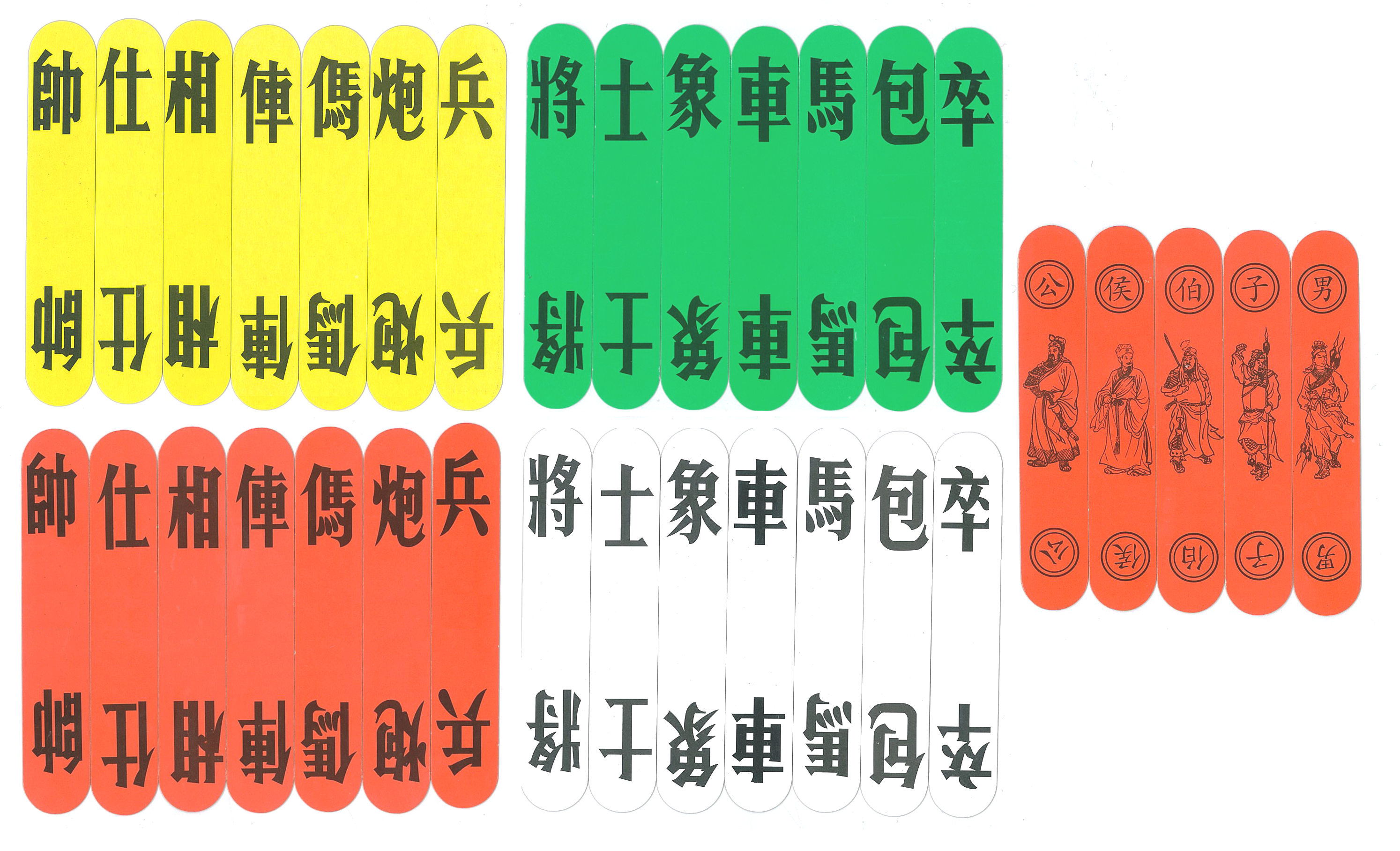
福州四色牌

## 歷史
以象棋子為牌名的牌戲在清朝就有。太平天國期間，清軍禁止賭紙牌，於是軍營盛行以象棋作牌具的賭戲車輪棋戰。光緒元年（1875年），福建巡撫王凱泰將在台灣賭場所見寫入詩作〈臺灣雜詠〉：「車馬分排局陣新，場中熱鬧往來頻...。」第一句自注：「賭具仿象棋式。」表示見到一種類似象棋的賭具。
這類牌戲中最知名的，莫過於二十世紀初就已盛行於閩、台的四色牌，在各地牌戲玩法很多。除牌戲外，有種叫十二字仔、或稱十二支仔、十二馬力的押寶遊戲也用四色牌做賭具，在閩台、東南亞華人地區相當受歡迎。賭法是四色牌去掉兵卒，莊家抽牌讓玩家去押注共十二門的底牌。七七事变前，台灣人曾文雨與日本浪人在厦门開設賭場，帶動當地盛行十二支仔。 

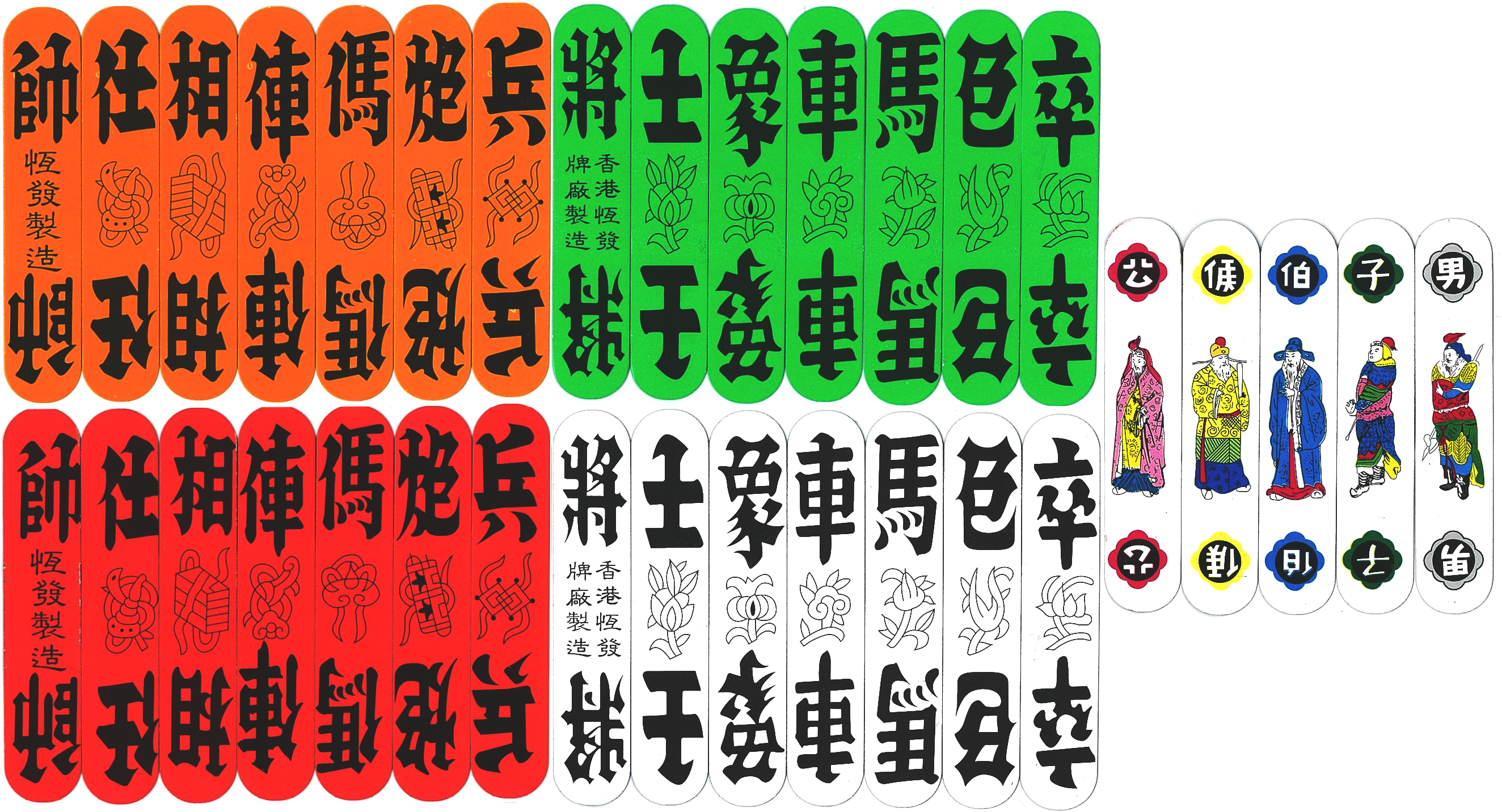
潮州四色牌

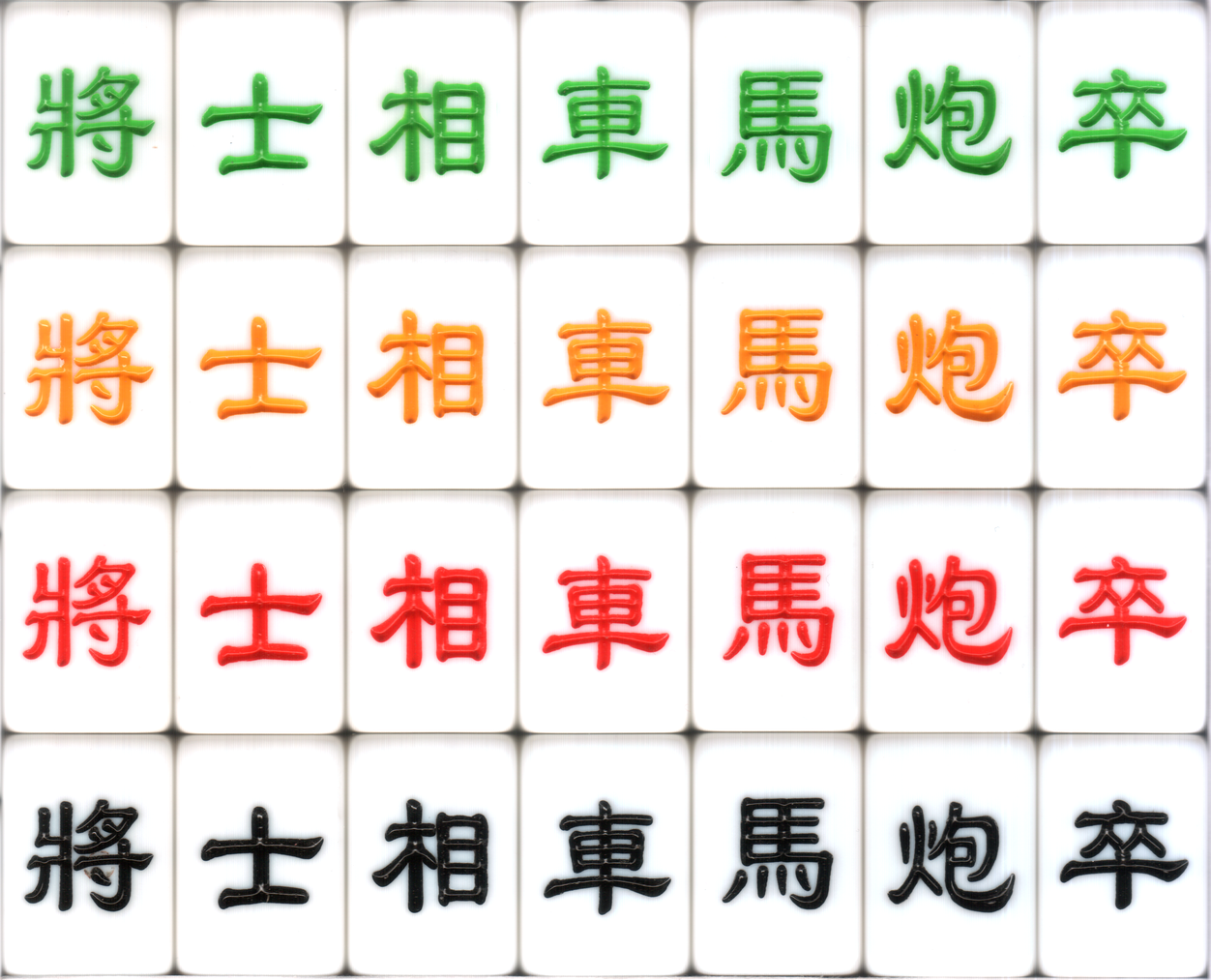
四色牌型刻在麻将子上

在台灣，四色牌因涉及賭博而屢被課重稅、查禁。1937年，日本當局對四色牌每副課稅以骨牌税十圓。1940年税制改革，對牌具逐漸調升稅率，在1945年四色牌已漲至每副二十圓，而撲克牌、花札、株札則每副三圓。1980年代統計，台灣人聚賭以打麻將最多，其次為打四色牌。警方破獲四色牌賭場時有所聞，有時還抓到在台越南人。因牌僅有食指寬又紙張單薄，玩家習慣以口水或毛巾沾濕，損壞率高，平均一副牌玩四至五次即丟棄。有賭場經營者怕牌難拿、口水會傳染感冒，還準備潤膚乳、感冒糖漿給賭客。也有政府機關舉辦無賭博的四色牌比賽。

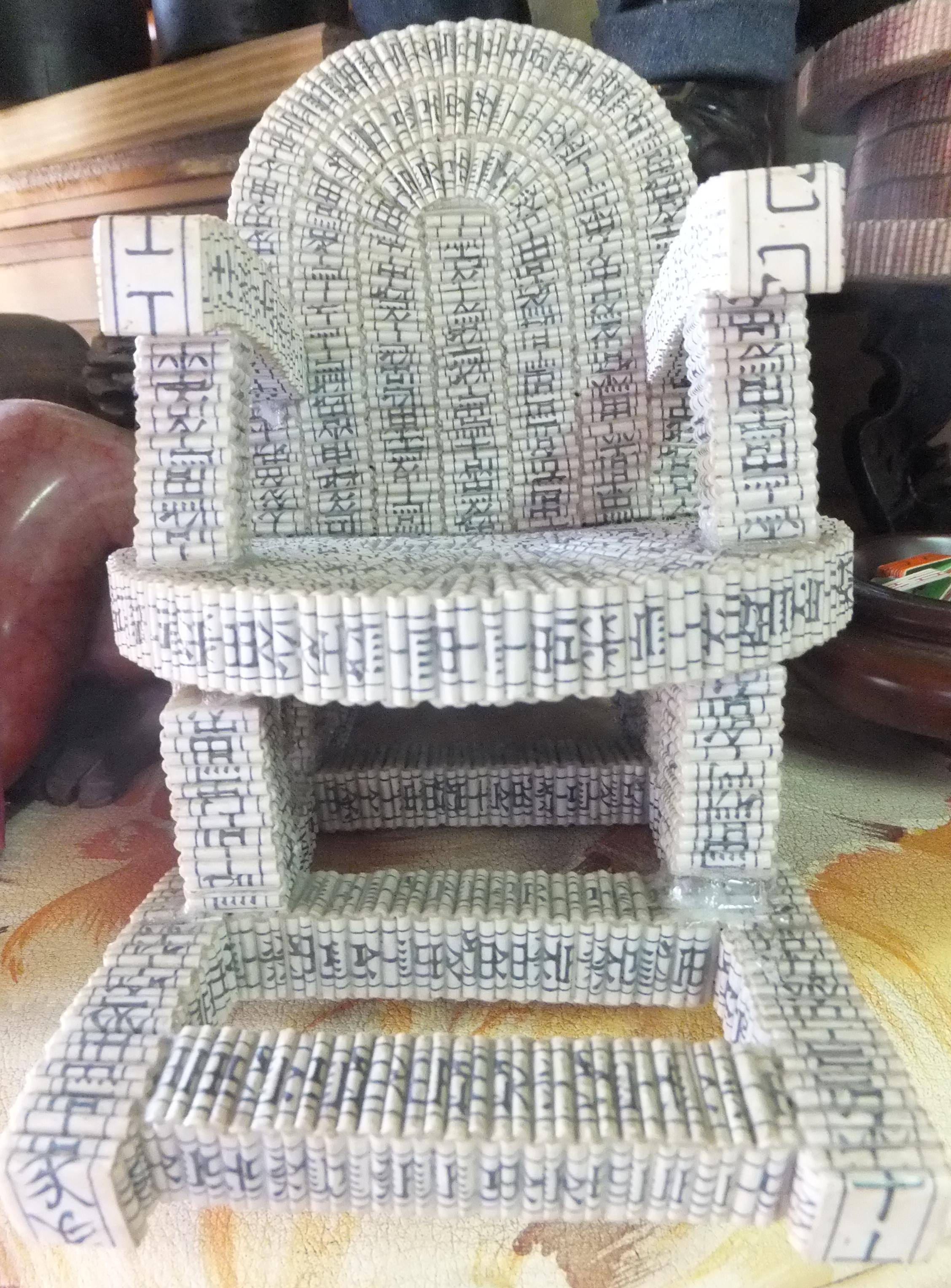
四色牌折成的椅子

四色牌深入台灣文化，台灣、澎湖民謠中也能見到，如客家民謠〈十嫁夫〉：「天九（牌九）四色並麻將，日賭夜賭賭到光。」、臺灣民謠〈包文拯〉：「南北二路搬透透，因為十胡跋勿會到。」有個澎湖民間故事，是說某人收到情書，裡面只有紅仕、紅相兩張牌，暗喻「仕相欠君」（臺語稱帥為君），為思戀之意。色彩豐富的四色牌也當三角摺紙，可摺成餐桌、動物、房屋、帆船、101大樓等。還有台灣抗日義士李阿齊等人曾用此牌作為沙盤推演，以牌名代表進攻日軍的順序。

## 演算玩法
牌戲玩法很多，可只用單花色玩相蛤凸；或用雙花色，代替釣魚牌玩釣白魚、十一字仔、十五枝番等；或用四花色玩十候（十胡）、
廣水四色、越南四色、豐順四色等。台灣的十胡與越南、廣水的玩法類似，但後者的算胡很複雜。共同點就是行牌類似麻將，由莊家先打出牌，同樣有吃、碰、槓。摸牌需公布(把牌展示給大家看)，吃牌需能組成①三張三色的兵卒（三色兵）、②四張四色的兵卒（四色兵）、③三張同色的將士象（帥仕相）、④三張同色的車馬包（俥傌炮）、⑤對子，此五種牌型，但不能再以該牌型組成別的牌型。豐順四色玩法更接近麻將。

## 牌具
牌具形狀類同葉子戲，以牌的底色作花色，有紅、白、藍、黃四色，各印中國象棋的將（帥）、士（仕）、象（相）、車（俥）、馬（傌）、包（炮）、卒（兵），共二十八種，每種四張，共一百一十二張。
福州四色牌則多公、侯、伯、子、男，這五張牌。

## 其他

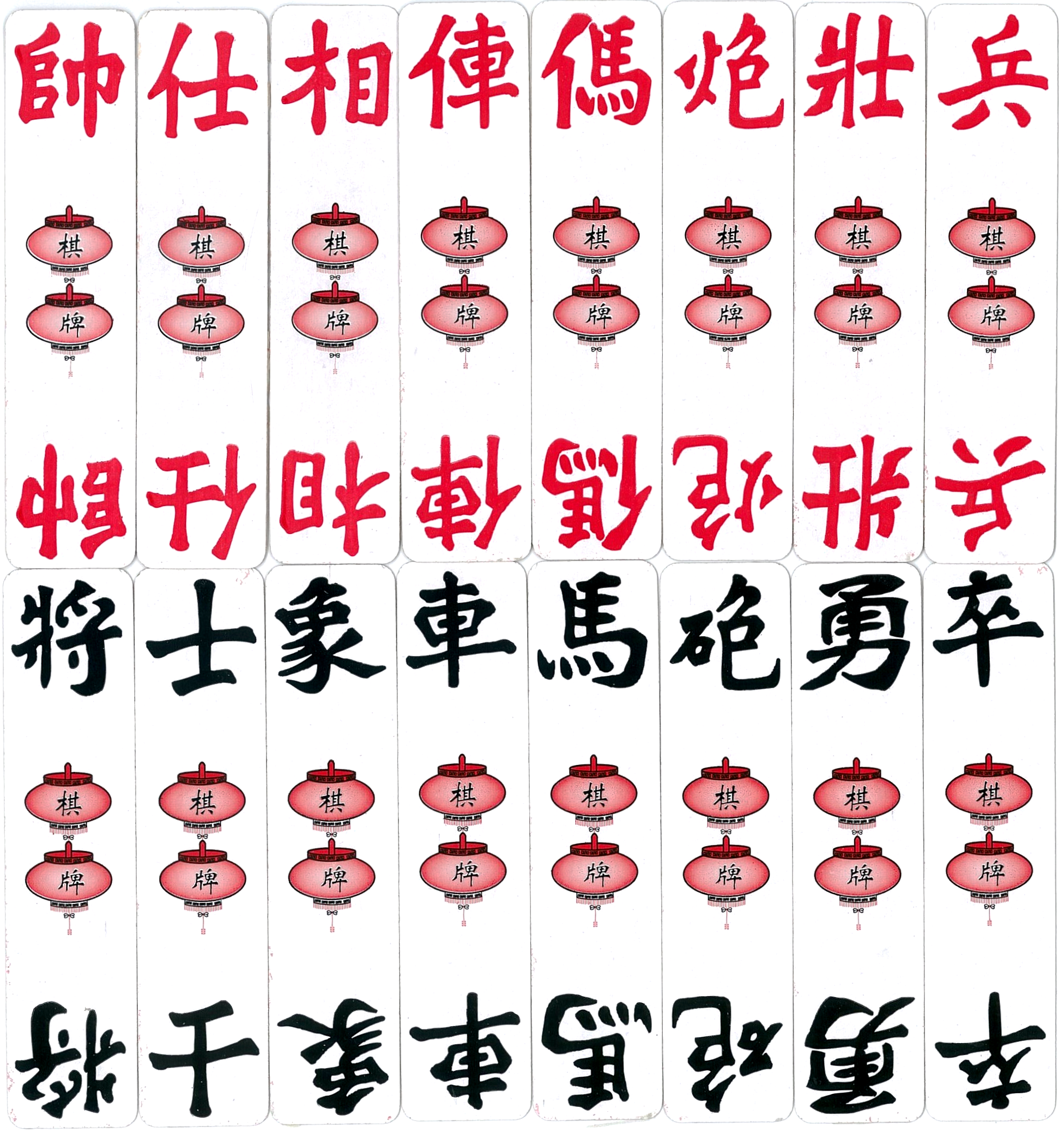
四川的象棋牌

除四色牌外，有一些傳統牌類也是象棋印於紙牌上，如白紙牌、釣魚牌、五色牌等。白紙牌流傳於潮州，共七十張，可玩打虎、打碰、双铺、钓白鱼等牌戲，也有用兩副玩其他牌戲。釣魚牌與四色牌主要差別在與前者只有紅白雙色。越南的三菊也是雙色，但三十二張。五色牌則比四色牌多黑色的花色，共二十五種，每種五張，共一百二十五張牌。
也有以竹或象牙製籤，如台灣的將士相牌，共三十二支，以比大小為勝，以及重慶沙坪坝区也用竹制成長塊狀，有三十二張牌，雙色。